# Matt Drudge
Matthew Nathan "Matt" Drudge, född den 27 oktober 1966, är en amerikansk redaktör, författare och mediepersonlighet. Drudge grundade och driver den alternativa konservativa nättidningen Drudge Report.